# Акупунктура
Акупунктура је терапија наводног отклањања бола и лечења одређених болести уз помоћ танких иглица које се забадају пацијенту у прецизно одређене тачке. До сада, нису познати плаузибилни научни извори који сугеришу на повољности практиковања акупунктуре. Развила се у Кини пре око 5000 година. Реч акупунктура долази од латинских речи acus (игла) и pungere (убости).
Терапија акупунктуром и моксибустијом у кинеској традиционалној медицини уврштена је 2010. године на Унескову репрезентативну листу нематеријалног културног наслеђа човечанства.

## Акупунктурне тачке
По кинеској традиционалној медицини, акупунктурне тачке су смештене дуж линија (меридијана) по којима „чи“ (витална енергија) тече. Анатомских или хистолошких доказа таквих линија или тачака на телу човека нема а неки савремени акупунктуролози примењују терапију без традиционалног приступа. Савремени акупунктуролози их представљају као претпоставке (идеје) које су корисне у клиничкој пракси.
Кожа на акупунктурним тачкама има нешто мањи електрични отпор него остала површина коже. Деловањем на ове тачке могуће ублажити осећај бола. На стимулисање нервних завршетака који се налазе испод површине коже наш организам одговара тако што лучи повећану количину природних средстава за потискивање бола као што су ендорфин и енкефалин, као и неких неуралних хормона, пре свега серотонина. Када се томе дода плацебо ефекат, онда учинак смањења бола (који је субјективан и подложан сугестији) може да буде осетан, али нажалост и краткотрајан. Треба додати да су данас познати и знатно једноставнији начини да се изазове контролисано лучење ендорфина.
У медицини је познато да ендорфин, поред умањења бола, делује још и тако што снижава крвни притисак, опушта мишиће, смањује осећај узнемирености и, што би требало да буде значајно, неки показатељи говоре да помаже у превенцији и лечењу неких срчаних обољења. Наравно, као и код свих медикамената, и овде треба бити опрезан - лекар ће пацијенту измерити крвни притисак пре било какве терапије која га снижава и водиће рачуна о стању његовог срца као и о томе да дозирање прилагоди самом пацијенту

## Научни ставови
Тренутна научна истраживања сугеришу на различите ефикасности акупунктуре у смањењу одређених типова бола и пост-оперативне мучнине. Остала истраживања закључују да су позитивни резултати акупунктуре премали да би били од значаја, и да би могли бити резултати неадекватног спровођења истраживања (без двоструко слепе процедуре), или да могу бити објашњени плацебо ефектом и пристрашношћу истраживача.
Парадоксално је да се у Кини акупунктура много мање примењује и ужива мање поверење у стручним медицинским круговима. Ниједан од 46 кинеских медицинских часописа не бави се претежно акупунктуром, а у Европи и Америци их има на десетине. Иначе је 1929. године акупунктура у Кини била забрањена, да би током шездесетих година у доба културне револуције Мао Цедунга била рехабилитована па чак и подигнута на ниво националног култа, јер је доприносила ширењу кинеске културе у свету.

### Супротстављени ставови
У часопису ЈАМА (The Journal of the American Medical Association) 2014. године објављени су резултати истраживања спроведеног над 282 особа старијих од 50 година са умереним или тешким хроничним болом колена, који оповргавају оправданост примене акупунктуре у лечењу хроничног бола у колену код особа старијих од 50 година. Након 12 недеља терапије код особа старијих од 50 година са хроничним болом резултати су показала да традиционална иглена акупунктура и модерна ласерска акупунктура не пружају значајно олакшање бола нити побољшање функције коленог зглоба. Открића из ове студије не подржавају примену акупунктуру за ову категорију пацијента.